# Абдуллаев, Эльман Тельман оглы
Эльман Тельман оглы Абдуллаев  (азерб. Elman Abdullayev, род. 1976, Кировабад) — руководитель Пресс-службы Министерства иностранных дел Азербайджанской Республики (2011—2014), чрезвычайный и полномочный посол Азербайджанской Республики в Федеративной Демократической Республике Эфиопия (2014—2020), постоянный представитель Азербайджанской Республики при ЮНЕСКО (2020).

## Биография
Он родился в 1976 году в Гяндже. Он окончил среднюю школу № 14 города Гянджи, а высшее образование получил в Университете Каира в Египте. Магистерскую степень он получил в Государственном университете Калифорнии в США.
С 1999 года работает в Министерстве иностранных дел Азербайджана. Работал в Управлении Ближнего Востока, в Представительстве Азербайджана при Европейском Союзе, а также занимал должность консула в Генеральном консульстве в Лос-Анджелесе.
18 сентября 2014 года был назначен чрезвычайным и полномочным послом Азербайджанской Республики в Федеративной Демократической Республике Эфиопия. 16 декабря 2020 года был отозван с этой должности.
16 декабря президент Азербайджанской Республики Ильхам Алиев подписал распоряжение о назначении Эльман Абдуллаева постоянным представителем Азербайджанской Республики при ЮНЕСКО.
Кроме азербайджанского и русского, владеет арабским, персидским, английским и французским языками.

## Награды
- Медаль «За отличия на дипломатической службе»[3].